# Castelo de Almodóvar del Río

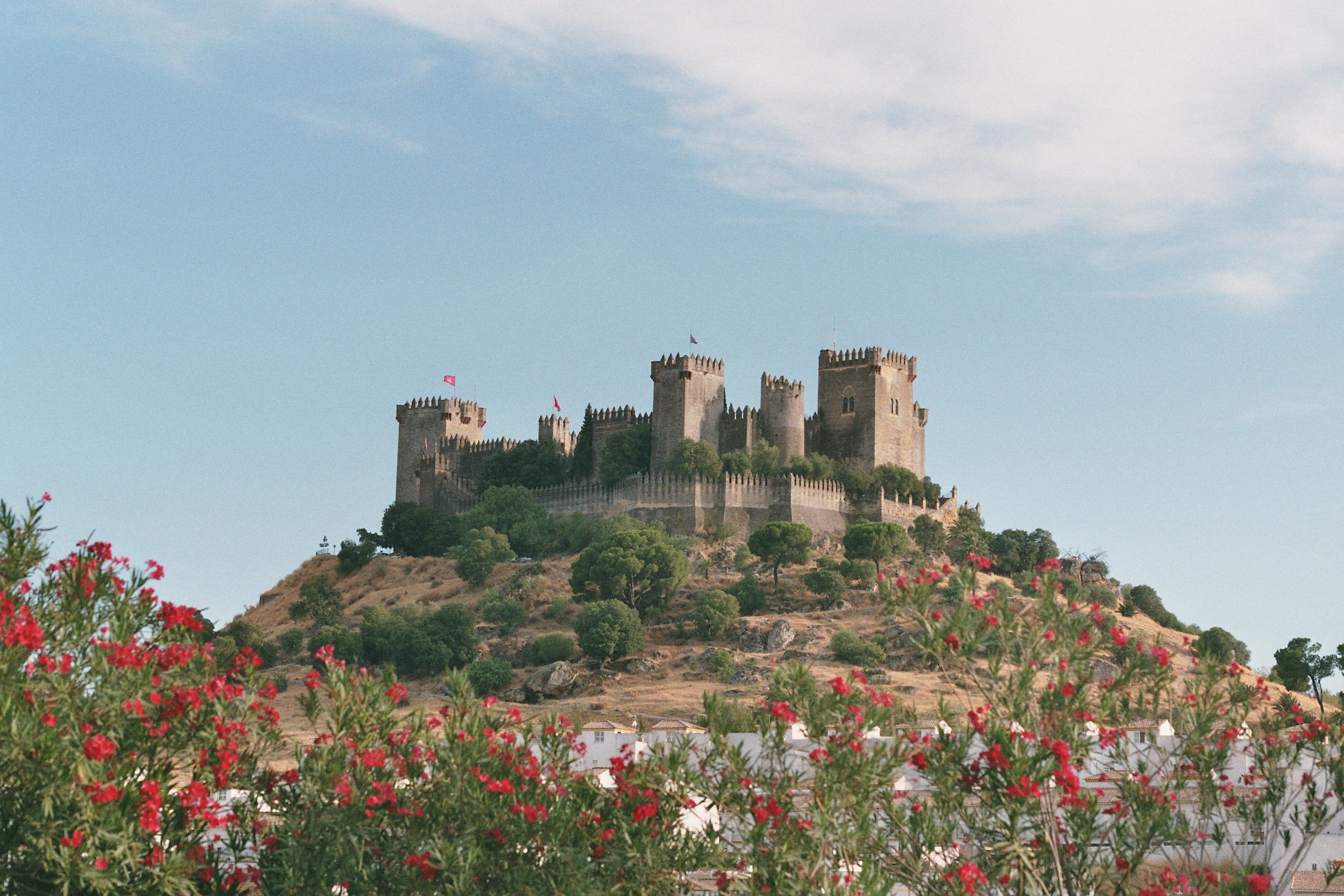
Castelo de Almodóvar del Río, Espanha.

O Castelo de Almodóvar del Rio localiza-se na cidade e município de Almodóvar del Río, na província de Córdova, comunidade autónoma da Andaluzia, na Espanha.
Ergue-se a 22 quilómetros a Sudoeste de Córdova, no caminho medieval para Sevilha. O nome Almodóvar é uma castelhanização do primitivo topónimo muçulmano, ao qual se acrescentou "del Rio", uma referência à sua implantação na margem direita do rio Guadalquivir. Recentemente foi eleito uma das sete maravilhas da Província de Córdova.

## História
A primitiva ocupação de seu sítio remonta a um castro dos Iberos, posteriormente fortificado quando da Invasão romana da Península Ibérica.
A edificação da actual estrutura remonta à ocupação muçulmana, por volta do ano de 760, quando integrava o Emirado de Córdova. Participou da rebelião dos iemenitas (tribos muçulmanas) contra o domínio de Abderramão I, primeiro emir Omíada da cidade de Córdova, que os derrotou próximo às portas do castelo. Com a decadência do Califado de Córdova, iniciadas as lutas entre os reinos de Toledo e Sevilha, à época da Reconquista cristã da península, foi tomado por Fernando III de Leão e Castela, o Santo, em 1240. Em mãos dos cristãos, ao longo dos séculos, foi submetido a diversas reparações e ampliações.
Tanto Pedro I de Castela, o Cruel, como Henrique II de Castela, o Bastardo, usaram as suas instalações não apenas como residência real esporádica, mas também como cárcere para os seus prisioneiros, assim como lugar seguro para depositar os seus tesouros.
O castelo integrou os domínios da Ordem de Calatrava. Em 1629, a vila, o seu termo e o castelo, foram vendidos por Felipe IV de Espanha a D. Francisco De Corral y Guzmán, cavaleiro da Ordem de Santiago.
A partir do século XV, concluída a Reconquista da península, perdida a sua função defensiva, o castelo começou a deteriorar-se progressivamente, a ponto de quase desaparecer.
Entre os anos de 1903 e 1911, o seu proprietário, Rafael Demaissieres, conde de Torralva, iniciou uma vasta campanha de reconstrução do castelo. Trabalhos complementares estenderam-se até à eclosão da Guerra Civil Espanhola, contexto em que o mesmo veio a sofrer danos.
Encontra-se protegido pela Declaração genérica do Decreto de 22 de Abril de 1949, e da Lei n° 16/1985 sobre o Património Histórico Espanhol. No ano de 1993 a Junta de Andalucía outorgou o reconhecimento especial aos castelos da Comunidade Autónoma de Andalucía.
Actualmente ainda em mãos particulares, encontra-se aberto ao público, diariamente, com visitas guiadas.

## Características
Encontra-se implantado no alto de um monte (cerro de la Floresta), a 252 metros acima do nível do mar, e ocupa uma área total de 5.628 metros quadrados. Apresenta planta aproximadamente oval, onde se distinguem os traços tanto da arquitectura muçulmana, quanto cristã.
Nas suas muralhas destacam-se as chamadas "Torre Quadrada", "Torre Redonda" e a Torre de Menagem. No interior do recinto abre-se o Pátio de Armas. Destacam-se ainda as masmorras, os adarves e os subterrâneos.
A torre de menagem ergue-se diante da torre da Escola. É uma torre albarrã de planta rectangular com amplas dimensões, que se liga ao corpo do castelo por meio de um arco. É encimada por guaritas nos vértices e coroada com ameias piramidais. Em suas paredes rasgam-se vãos com arcos em ferradura, típicos da arte islâmica.
A torre da Escola, também em posição proeminente, de maiores dimensões que a de menagem, também apresenta planta no formato rectangular.